# Ronald Graham
Pour les articles homonymes, voir Graham.
Ronald Lewis Graham, né le 31 octobre 1935 à Taft en Californie et mort le 6 juillet 2020 à San Diego (Californie), est un mathématicien que l’American Mathematical Society a reconnu comme « l'un des principaux architectes du développement rapide des mathématiques discrètes ces dernières années à l'échelle mondiale ». Il a effectué d'importants travaux sur la théorie de l'ordonnancement, la géométrie algorithmique, la théorie de Ramsey et les suites quasi-aléatoires.
Il occupe le poste d'expert scientifique en chef à l'Institut des technologies de l'information et de la communication de Californie, également connu sous le nom de Cal-(IT) 2 (pour California Institute for Telecommunication and Information Technology), tout en étant professeur titulaire de la chaire Irwin et Joan Jacobs du département d'informatique et d'ingénierie de l'université de Californie à San Diego (UCSD).

## Biographie

### Carrière
Né à Taft en Californie, Ronald Graham a obtenu son doctorat en mathématiques à l'université de Californie à Berkeley en 1962, sous la direction de Derrick Lehmer.
En 1977, dans un article traitant d'un problème de la théorie de Ramsey, il donnait un grand nombre comme borne supérieure de la solution. Ce nombre, devenu célèbre depuis en tant que nombre le plus grand jamais utilisé dans une démonstration mathématique sérieuse (et inscrit comme tel dans le livre Guinness des records), est désormais connu comme le nombre de Graham.
Dans le cadre de la théorie de Ramsey, il a offert 100 dollars pour la solution du problème des triplets booléens de Pythagore. Les 100 dollars ont été gagnés en 2016 par Marijn Heule, Oliver Kullmann et Victor Marek. 
Ronald Graham a popularisé le concept du nombre d'Erdős, qui doit son nom au très prolifique mathématicien hongrois Paul Erdős (1913-1996). Le nombre d'Erdős d'Erdős lui-même est 0 et celui d'un mathématicien M est le plus petit nombre d'Erdős de tous les mathématiciens avec qui M a cosigné un article mathématique, plus un. Le nombre d'Erdős de Graham vaut 1, car celui-ci a corédigé un article avec Erdős, qui était également un de ses bons amis. Erdős logeait souvent chez lui, le laissant s'occuper de ses publications mathématiques, et même de son argent.
Entre 1993 et 1994, Ronald Graham fut président de l’American Mathematical Society (AMS). En 1999, il est devenu membre émérite de l’Association for Computing Machinery. En 2003, il a reçu le prix Leroy P. Steele de l'AMS pour l'ensemble de sa carrière. Ce prix lui a été remis le 16 janvier, lors des Joint Mathematics Meetings (rencontres conjointes de mathématiques) tenues à Baltimore, au Maryland. Graham, un mathématicien prolifique — et plus généralement un homme toujours actif —, a reçu bien d'autres prix au fil des années : il fut l'un des lauréats du prestigieux prix Pólya, l'année même où le prix était décerné pour la première fois ; il fut également parmi les premiers à obtenir la médaille Euler. La Mathematical Association of America lui a également décerné le prix Lester R. Ford, « … institué en 1964 pour récompenser les auteurs d'articles d'excellence publiés dans The American Mathematical Monthly… », ainsi que le prix Carl Allendoerfer, institué en 1976 pour les mêmes raisons, mais pour une autre revue, le Mathematics Magazine.
En géométrie algorithmique, il a inventé le parcours de Graham pour le problème du calcul de l'enveloppe convexe d'un ensemble de points.

### Vie privée

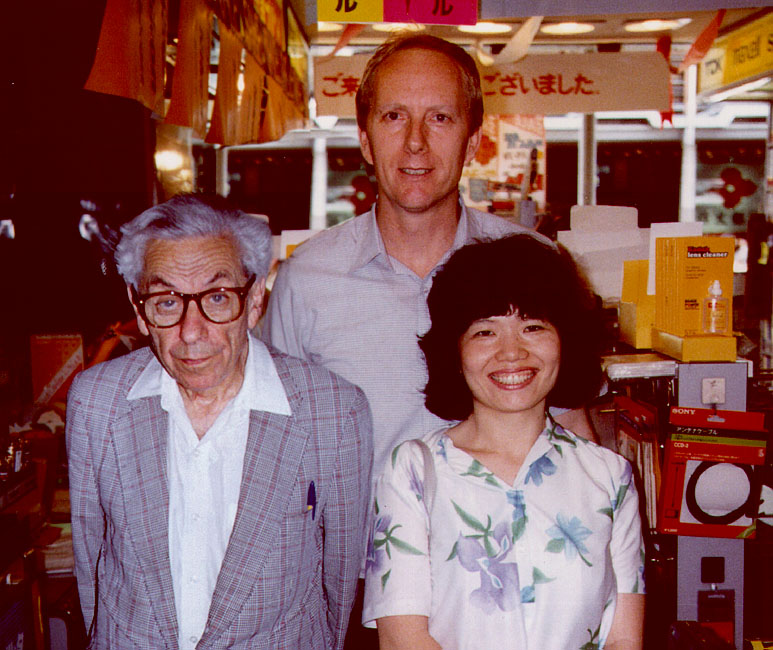
Ronald Graham, sa femme Fan Chung et Paul Erdős en 1986 au Japon.

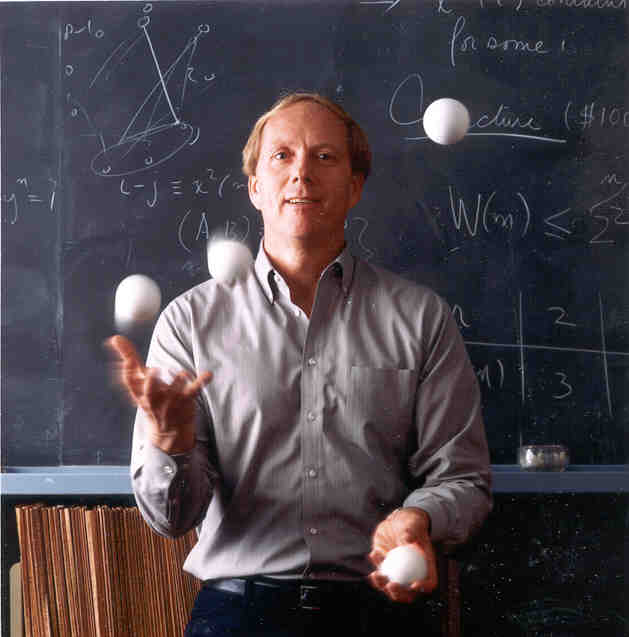
Ronald Graham jonglant.

Ronald Graham est marié à Fan Chung, professeur titulaire de la chaire Akamai de « mathématiques de l'Internet » à l'université de Californie à San Diego. Il a quatre enfants — trois filles, Che, Laura, Christy, et un fils, Marc — nés d'un précédent mariage.
Il fut présenté dans Ripley's Believe It or Not non seulement comme « l'un des plus célèbres mathématiciens du monde », mais aussi comme « un trampoliniste et un jongleur très doué », ancien président de l’International Jugglers' Association (une association internationale de jongleurs).

### Mort
Ronald Graham décède le 6 juillet 2020 à San Diego (Californie), à l'âge de 84 ans.

## Publications
En 2003, Ronald Graham avait publié environ 300 articles et cinq livres, dont Concrete Mathematics (mathématiques concrètes) avec Donald Knuth.